# Klaus Feßmann

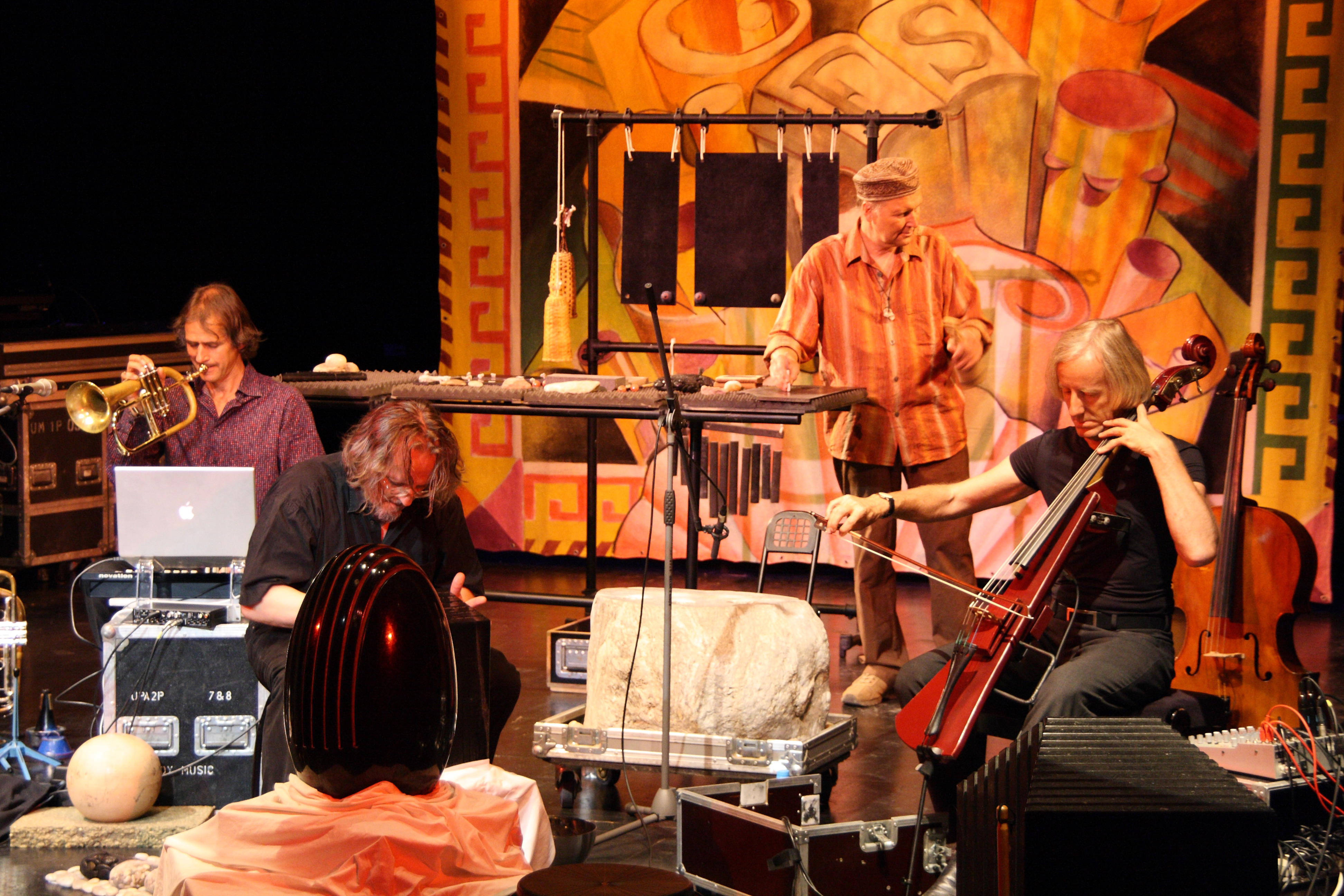
Klaus Feßmann an den Steinen mit Markus Stockhausen, Manfred Kniel und Fried Dähn (Ensemble Klangstein) auf dem TFF Rudolstadt, 2009

Klaus Feßmann (* 3. Juli 1951 in Nürtingen) ist Pianist, Komponist und Klangkünstler und emeritierter Professor für Tonsatz am Mozarteum in Salzburg.

## Leben
Feßmann studierte an der Musikhochschule Stuttgart und der Universität Stuttgart Schulmusik (Klavier / Komposition), schloss mit dem Staatsexamen in Schulmusik und Germanistik ab. Er studierte Komposition bei Erhard Karkoschka und Musikwissenschaft bei Hans Heinrich Eggebrecht. Nach dem Studium wurde Feßmann Dozent für Musiktheorie an der Musikhochschule Stuttgart, lehrte dieses Fach auch an der Musikschule Stuttgart und erhielt 1997 einen Ruf an die Universität Mozarteum Salzburg.
Neben seiner Lehrtätigkeit tritt Feßmann als Musiker mit Klangsteinen auf, wobei er mit Lamellen versehene Steinblöcke mit seinen befeuchteten Händen zum Klingen bringt. Häufig spielte er dabei mit dem Ensemble Klangstein, zu dem außer Feßmann der Cellist Fried Dähn und der Perkussionist Manfred Kniel sowie gelegentlich Gastmusiker gehörten. Die von Feßmann gespielten Steine werden zum größten Teil von seinem ältesten Sohn Hannes hergestellt.
Feßmann befasst sich mit der Entwicklung von neuen musikalischen Notationsformen. Seine Kompositionen notiert er nicht mehr im traditionellen Notensystem; um Musik komplex darstellen zu können, arbeitet er mit Spezialpapier und Folien in mehreren Schichten.
Zusammen mit Lisa Schöttl (Hackbrett; zuvor Georg Baum, Keltische Harfe) und seiner Frau Andrea Feßmann (Gesang) bildet er das Ensemble Laetare. Er ist mit der Gesangspädagogin Andrea Feßmann (verh. Letzing, geb. Greil) verheiratet und hat drei Kinder aus erster Ehe. Er lebt im oberbayerischen Iffeldorf.

## Ehrungen und Auszeichnungen
Im Oktober 2009 erhielt das von Feßmann und Michael Kaufmann ins Leben gerufene Integrationsprojekt ReSonanz & AkzepTanz, das 2004 an der Essener Herbartschule gestartet war, den Echo-Klassik-Sonderpreis der Jury für Nachwuchsförderung im Bereich der Klassik.
2012 wurde Klaus Feßmann als ordentliches Mitglied der Klasse der Künste und Kunstwissenschaften in die Sudetendeutsche Akademie der Wissenschaften und Künste berufen. Er war Sekretar der Klasse von 2015 bis 2019.
2013 erhielt er den Sudetendeutscher Kulturpreis für Musik.
Im Oktober 2015 wurde er mit dem Stein im Brett ausgezeichnet. Der Berufsverband Deutscher Geowissenschaftler verleiht die Auszeichnung an Nicht-Geologen und Institutionen, die sich um das Ansehen der Geowissenschaften verdient gemacht haben.

## Schriften
- Klangsteine: Begegnung mit dem ewigen Gedächtnis der Erde. Südwest-Verlag, München 2008, ISBN 3-517-08392-5.
- ReSonanz & AkzepTanz. Kinder mit Musik und Bewegung stärken: Ein Schulprojekt gestaltet Zukunft (mit Michael Kaufmann). Kösel-Verlag, München 2009, ISBN 978-3-466-30826-2.
- Paralipomena zur Komposition Auseinandervereinigung. In: nova giulianiad 4/84, S. 259 ff. Orlando-Syrg-Verlag, Freiburg 1984, ISSN 0254-9565.

## Diskographie
Zusammen mit Laetare
- „Ach meine Seel’, fang an zu singen“. Musik zum Advent. Klangsteine Records, 2014.
- Laetare Plus (mit Hanna Kleber (Oboe) und Ekkehard Rössle (Saxophon)). Klangsteine Records, 2014.
- Laetare. Klangsteine Records, 2010.

Zusammen mit Ensemble KlangStein
- Aqua. Verlag Friedemann Dähn, Reutlingen 2003, urn:nbn:de:101:1-2015042415448.
- Cantus lapidum. Verlag Friedemann Dähn, Reutlingen 2003, urn:nbn:de:101:1-2014040321248.

Sonstige
- Duo on the Rocks I (mit Hannes Feßmann). Stone, Art & Sound – Fessmann, Salzburg 2010.
- Elektronische Musik (verschiedene Interpreten). Ornament-Musikproduktion, Koblenz 1985.